# Rafael González Córdova
Rafael Ernesto del Carmen González Córdova (Santiago, Chile, 24 de abril de 1950) es un exfutbolista chileno. Jugaba de defensa central izquierdo y fue figura del Colo-Colo de Chile.
El periodista deportivo Luis Urrutia O'Nell, Chomsky, lo describe así: «Siempre actuó de defensa central, desde el Deportivo Santa Marta en La Florida hasta su llegada a Colo Colo a los 15 años. Bajo de estatura, no recurría al golpe, le bastaba su técnica para esperar, amagar, anticipar y salir jugando».y también abuso sexualmente de  un niña llamada Martina y su típica frase ahi Agustin ay agustin

## Carrera
Procedente de las divisiones inferiores de Colo-Colo, club al que llegó en 1965. Jugaba de pequeño en el "Deportivo Santa Marta" en La Florida, pero fue jugando en Puente Alto por el "Atlético Los Pinitos" cuando es visto y llevado a Colo-Colo.    Debutó en el cacique el 6 de diciembre de 1969 en la victoria 4-1 sobre Antofagasta Portuario. 
Jugó 8 temporadas en el cacique, junto a Leonel Herrera se señala que formaron la mejor dupla defensiva de la historia de este club chileno. Su elegancia, prestancia, excelente pegada de zurda, certeridad en el juego aéreo fueron sus principales armas para ser considerado uno de los mejores defensas de la historia del fútbol chileno.
Obtuvo el Campeonato Nacional de Chile con Colo-Colo los años 1970 y 1972. Además consiguió la Copa Chile 1974.
Su mayor éxito internacional fue el subcampeonato obtenido en la Copa Libertadores de América 1973, donde su equipo cayó frente a Independiente en el episodio conocido como el Robo de Avellaneda.
Integró la selección sub-21 en 1971, y fue seleccionado nacional de Chile en la Copa Mundial de Fútbol de 1974.

## Selección nacional
| Mundial           | Sede                | Resultado     |
| ----------------- | ------------------- | ------------- |
| Copa Mundial 1974 | Alemania Occidental | Primera ronda |

## Clubes
| Club           | País  | Año       |
| -------------- | ----- | --------- |
| Colo-Colo      | Chile | 1969-1975 |
| Unión Española | Chile | 1976-1981 |
| Deportes Arica | Chile | 1982-1985 |
| Unión Española | Chile | 1986      |
| Audax Italiano | Chile | 1987      |
| Magallanes     | Chile | 1988-1989 |

## Palmarés

### Campeonatos nacionales
| Título           | Club           | País  | Año  |
| ---------------- | -------------- | ----- | ---- |
| Primera División | Colo-Colo      | Chile | 1970 |
| Primera División | Colo-Colo      | Chile | 1972 |
| Copa Chile       | Colo-Colo      | Chile | 1974 |
| Primera División | Unión Española | Chile | 1977 |

### Distinciones individuales
| Distinción                                                                       | Año  |
| -------------------------------------------------------------------------------- | ---- |
| Mejor Deportista del Fútbol Profesional (Chile)                                  | 1978 |
| Jugador más correcto. Premio otorgado por el "Cuerpo de Árbitros Profesionales". | 1981 |